# 곤지
곤지(昆支, ?~477년 7월)는 백제의 왕자이자 왕족, 정치인으로, 개로왕의 동생이며, 문주왕의 숙부이다.
동성왕의 아버지이기도 하다. 일설에는 무령왕이 동성왕의 아들이 아니라 그의 아들이며, 동성왕과 무령왕은 이복 형제간이라고 한다. 아버지 또는 형인 개로왕으로부터 하사받은 후궁과 함께 일본에 정착하였다. 실제로 왕으로 즉위하지는 않았으나, 일본에서는 왕족의 이름 뒤에 왕 또는 군이라는 칭호가 붙는다. 일명 곤지(昆支) 또는 곤지(琨支), 군군(軍君), 곤기왕(琨伎王)으로도 부른다.

## 생애
《삼국사기》와 《삼국유사》에 따르면, 곤지는 개로왕의 아들이자 문주왕의 동생이라 한다. 중국인이 쓴 사서 《송서》나 《양서》에는 곤지가 개로왕의 아들로 등장한다. 그런데 《일본서기》에서는 곤지왕이 개로왕의 동생이라 한다. 《신찬성씨록》에는 곤지가 비유왕의 아들이라 한다. 일본 측 자료에 따르면, 그는 비유왕의 아들이 된다. 
곤지는 458년 아버지 또는 형인 개로왕의 추천으로 정로장군 좌현왕(征虜將軍左賢王)에 봉해진다. 461년(백제 개로왕 7년) 10월 개로왕에 의해 형수(또는 계모)인 여성과 함께 일본에 파견되었다. 백제로부터는 장군의 벼슬을 받았다. 또한 일본으로 파견된다.
461년 이후 곤지는 약 15년간 머물면서 간사이(關西) 지방 가와치(河內) 등을 개척하다가 475년 고구려가 침입하여 개로왕이 죽고 문주왕이 도읍을 한성에서 웅진으로 천도하자 귀국하여 477년 4월 왕자 삼근을 태자로 책봉할 때 내신좌평에 취임하였다.
곤지는 개로왕의 동생이며 개로왕이 자신의 임신한 아내를 곤지에게 주었으며 곤지가 이를 데리고 일본에 도착했을 때 낳은 아들이 무령왕이라고 한다. 곤지가 일본에서 게이타이 천황이 되었다고 하는 주장도 있다.
477년 7월 곤지는 해씨 세력의 우두머리인 해구가 보낸 자객에게 암살되었다.
사후 하비키노시의 하비키노야스카마을에는 곤지의 위패를 모신 아스카베 신사(飛鳥戸神社)가 세워졌다. 곤지는 아스카베마을의 수호신이자 조상신으로 숭배된다.

## 가계
일본 아스카베 신사의 자료와 일본서기 유랴쿠 천황조 23년 기사에 의하면 둘째 아들이 동성왕이라 한다.
- 측실 : 개로왕의 후궁
  - 장남 : 무령왕(462년~523년)
- 본처 : 진씨
  - 차남 : 부여모대 또는 말다, 동성왕 ? ~501년)
  - 3남 : 사(沙)씨와 혼인
  - 4남 : 백(苩)씨와 혼인
  - 5남 : 연(燕)씨와 혼인

### 《삼국사기》, 《삼국유사》
|  |  |               |               |               |               |               |               | 비유왕 毗有王 |  |  |  |  |  |               |               |               |               |               |               |  |  |  |  |  |  |  |  |  |  |  |  |  |  |  |  |  |  |  |  |  |  |  |  |  |  |
|  |  |               |               |               |               |               |               |               |  |  |  |  |  |               |               |               |               |               |               |  |  |  |  |  |  |  |  |  |  |  |  |  |  |  |  |  |  |  |  |  |  |  |  |  |  |
|  |  |               |               |               |               |               |               | 개로왕 蓋鹵王 |  |  |  |  |  |               |               |               |               |               |               |  |  |  |  |  |  |  |  |  |  |  |  |  |  |  |  |  |  |  |  |  |  |  |  |  |  |
|  |  |               |               |               |               |               |               |               |  |  |  |  |  |               |               |               |               |               |               |  |  |  |  |  |  |  |  |  |  |  |  |  |  |  |  |  |  |  |  |  |  |  |  |  |  |
|  |  |               |               |               |               |               |               |               |  |  |  |  |  |               |               |               |               |               |               |  |  |  |  |  |  |  |  |  |  |  |  |  |  |  |  |  |  |  |  |  |  |  |  |  |  |
|  |  | 문주왕 文周王 | 문주왕 文周王 | 문주왕 文周王 | 문주왕 文周王 | 문주왕 文周王 | 문주왕 文周王 |               |  |  |  |  |  | 곤지 昆支     | 곤지 昆支     | 곤지 昆支     | 곤지 昆支     | 곤지 昆支     | 곤지 昆支     |  |  |  |  |  |  |  |  |  |  |  |  |  |  |  |  |  |  |  |  |  |  |  |  |  |  |
|  |  | 문주왕 文周王 | 문주왕 文周王 | 문주왕 文周王 | 문주왕 文周王 | 문주왕 文周王 | 문주왕 文周王 |               |  |  |  |  |  | 곤지 昆支     | 곤지 昆支     | 곤지 昆支     | 곤지 昆支     | 곤지 昆支     | 곤지 昆支     |  |  |  |  |  |  |  |  |  |  |  |  |  |  |  |  |  |  |  |  |  |  |  |  |  |  |
|  |  | 삼근왕 三斤王 | 삼근왕 三斤王 | 삼근왕 三斤王 | 삼근왕 三斤王 | 삼근왕 三斤王 | 삼근왕 三斤王 |               |  |  |  |  |  | 동성왕 東城王 | 동성왕 東城王 | 동성왕 東城王 | 동성왕 東城王 | 동성왕 東城王 | 동성왕 東城王 |  |  |  |  |  |  |  |  |  |  |  |  |  |  |  |  |  |  |  |  |  |  |  |  |  |  |
|  |  | 삼근왕 三斤王 | 삼근왕 三斤王 | 삼근왕 三斤王 | 삼근왕 三斤王 | 삼근왕 三斤王 | 삼근왕 三斤王 |               |  |  |  |  |  | 동성왕 東城王 | 동성왕 東城王 | 동성왕 東城王 | 동성왕 東城王 | 동성왕 東城王 | 동성왕 東城王 |  |  |  |  |  |  |  |  |  |  |  |  |  |  |  |  |  |  |  |  |  |  |  |  |  |  |
|  |  |               |               |               |               |               |               |               |  |  |  |  |  | 무령왕 武寧王 |               |               |               |               |               |  |  |  |  |  |  |  |  |  |  |  |  |  |  |  |  |  |  |  |  |  |  |  |  |  |  |

### 《일본서기》[1]
|  |  |               |               |               |               |               |               |  |  |  |  |  |  | 비유왕 毗有王            |                          |                          |                          |                          |                          |               |               |               |               |               |               |                  |                  |                  |                  |                  |                  |               |               |               |               |               |               |  |  |  |  |  |  |  |  |  |  |  |  |  |  |  |  |  |  |  |  |
|  |  |               |               |               |               |               |               |  |  |  |  |  |  |                          |                          |                          |                          |                          |                          |               |               |               |               |               |               |                  |                  |                  |                  |                  |                  |               |               |               |               |               |               |  |  |  |  |  |  |  |  |  |  |  |  |  |  |  |  |  |  |  |  |
|  |  |               |               |               |               |               |               |  |  |  |  |  |  |                          |                          |                          |                          |                          |                          |               |               |               |               |               |               |                  |                  |                  |                  |                  |                  |               |               |               |               |               |               |  |  |  |  |  |  |  |  |  |  |  |  |  |  |  |  |  |  |  |  |
|  |  | 문주왕 汶洲王 | 문주왕 汶洲王 | 문주왕 汶洲王 | 문주왕 汶洲王 | 문주왕 汶洲王 | 문주왕 汶洲王 |  |  |  |  |  |  | 개로왕 蓋鹵王 (加須利君) | 개로왕 蓋鹵王 (加須利君) | 개로왕 蓋鹵王 (加須利君) | 개로왕 蓋鹵王 (加須利君) | 개로왕 蓋鹵王 (加須利君) | 개로왕 蓋鹵王 (加須利君) |               |               |               |               |               |               | 곤지 昆支 (軍君) | 곤지 昆支 (軍君) | 곤지 昆支 (軍君) | 곤지 昆支 (軍君) | 곤지 昆支 (軍君) | 곤지 昆支 (軍君) |               |               |               |               |               |               |  |  |  |  |  |  |  |  |  |  |  |  |  |  |  |  |  |  |  |  |
|  |  | 문주왕 汶洲王 | 문주왕 汶洲王 | 문주왕 汶洲王 | 문주왕 汶洲王 | 문주왕 汶洲王 | 문주왕 汶洲王 |  |  |  |  |  |  | 개로왕 蓋鹵王 (加須利君) | 개로왕 蓋鹵王 (加須利君) | 개로왕 蓋鹵王 (加須利君) | 개로왕 蓋鹵王 (加須利君) | 개로왕 蓋鹵王 (加須利君) | 개로왕 蓋鹵王 (加須利君) |               |               |               |               |               |               | 곤지 昆支 (軍君) | 곤지 昆支 (軍君) | 곤지 昆支 (軍君) | 곤지 昆支 (軍君) | 곤지 昆支 (軍君) | 곤지 昆支 (軍君) |               |               |               |               |               |               |  |  |  |  |  |  |  |  |  |  |  |  |  |  |  |  |  |  |  |  |
|  |  |               |               |               |               |               |               |  |  |  |  |  |  |                          |                          |                          |                          |                          |                          |               |               |               |               |               |               |                  |                  |                  |                  |                  |                  |               |               |               |               |               |               |  |  |  |  |  |  |  |  |  |  |  |  |  |  |  |  |  |  |  |  |
|  |  | 삼근왕 三斤王 | 삼근왕 三斤王 | 삼근왕 三斤王 | 삼근왕 三斤王 | 삼근왕 三斤王 | 삼근왕 三斤王 |  |  |  |  |  |  |                          |                          |                          |                          |                          |                          | 무령왕 武寧王 | 무령왕 武寧王 | 무령왕 武寧王 | 무령왕 武寧王 | 무령왕 武寧王 | 무령왕 武寧王 |                  |                  |                  |                  |                  |                  | 동성왕 東城王 | 동성왕 東城王 | 동성왕 東城王 | 동성왕 東城王 | 동성왕 東城王 | 동성왕 東城王 |  |  |  |  |  |  |  |  |  |  |  |  |  |  |  |  |  |  |  |  |

일본서기 유랴쿠기 23년조에 따르면 곤지는 5명의 아들이 있었는데, 무령왕은 첫째 아들이고 동성왕이 둘째 아들이었다고 한다.
일본서기에 의하면 훗날 일본 조정의 재상을 지낸 비조호조(飛鳥戶造)씨는 곤지의 아들 동성왕의 후예라고 한다.

## 유적
오사카의 남부 하비키노시의 하비키노야스카마을에 아스카베신사가 있는데 이 신사에 아스카의 조상신이 모셔져 있는데 이 조상신이 백제의 곤지왕이다. 이들에 의하면 무령왕과 동성왕 외에도 곤지에게 3명의 다른 아들들에게서 나온 다른 자손들이 있었고, 이 자손들이 하비키노야스카 마을에 정착하였다 한다.

## 같이 보기
- 아스카베 신사(ja:飛鳥戸神社, 일본 오사카부 하비키노시)
- 동성왕
- 무령왕